# Oota (Tokyo)
Oota (大田区 Ōta-ku) er et af Tokyos 23 bydistrikter.
1. maj 2011 havde bydistriktet et indbyggertal på 676.458, med 348.492 husstande, og en befolkningstæthed på 11.376,69 personer pr. km². Det samlede areal udgør 59,46 km² og er dermed det største af de 23 bydistrikter.
Ootas væsentligste togforbindelser er primært Kamata Station og Keikyū Kamata Station, hvor Oota Rådhus og centrale posthus findes.

## Historie
Bydistriktet er etableret 15. marts 1947 ved sammenlægning af de tidligere bydistrikter Oomori og Kamata.
Haneda Airport (HND), i dag den mest betydningsfulde indenrigslufthavn i Stortokyo, blev først etableret som Haneda Airfield i 1931 i byen Haneda i Ebara-distriktet. I 1945 blev det til Haneda Army Air Base under kontrol af Den amerikanske hær. Samme år blev den af Japans besættelsesmagt beordret udvidet, således at folk blev tvunget til at flytte med kun 48 timers varsel. Efter besættelsen tilbagegav amerikanerne lufthavnen til Japanerne i 1952, den blev endeligt overgivet i 1958. Haneda Airport i Oota var den væsentligste internationale lufthavn for Tokyo og håndtere lufttrafik ved Sommer-OL 1964.

## Geografi
Oota er det sydligste af Tokyos bydistrikter og grænser mod nord op mod Shinagawa, Meguro og Setagaya. På den anden side af Tama-floden i Kanagawa-præfekturet ligger byen Kawasaki, som former grænserne mod syd og vest.

## Landemærker
- Ikegami Honmon-ji, et buddhistisk tempel grundlagt af Nichiren i det 13. århundrede.
- Ōmori Shell Mound site
- Senzoku Pond, hvor det siges at Nichiren har vasket sine fødder. Katsu Kaishūs grav findes i nærheden.
- Haneda Airport

## Økonomi
De følgende virksomheder har deres hovedsæde i Oota.
- Air Japan og Air Nippon Network (datterselskaber til All Nippon Airways i Tokyo International Airport)[1][2]
- Alps Electric Corporation
- Canon[3]
- Ikegami, producent af tvtransmissions-udstyr
- Namco,spilproducent[4]
- Sega[5]
- Skymark Airlines, i Tokyo International Airport[6]
- Toyoko Inn, i Kamata-distriktet[7][8]

## Uddannelse

### Videregående uddannelser og universiteter
- Aeronautical Safety College
- Toho University Omori Campus
- Tokyo Institute of Technology